# Миллиметровые волны
Миллиметро́вые во́лны (ММВ) или крайне высокие частоты (КВЧ) — диапазон радиоволн с длиной волны от 10 мм до 1 мм, что соответствует частоте от 30 ГГц до 300 ГГц.

## Особенности

График зависимости затухания в атмосфере от частоты в диапазоне КВЧ

Достоинством диапазона миллиметровых волн являются малые размеры антенн (что позволяет уменьшить габаритные размеры радиосистемы в целом) и бо́льшая абсолютная полоса частот (что обеспечивает возможность совместного использования диапазона бо́льшим числом радиосистем). Однако, по сравнению с более низкочастотными диапазонами, радиоволны миллиметрового диапазона испытывают сильное затухание при распространении в земной атмосфере. Затухание вызвано резонансным поглощением энергии волн в атмосферных газах (преимущественно, в молекулах воды и кислорода, см. врезку; в частности, сильное поглощение в полосе 57—64 ГГц обусловлено взаимодействием с молекулами кислорода), а также в гидрометеорах (дождь, туман, снег и др.). Вследствие этого земные радиосистемы миллиметрового диапазона характеризуются малой дальностью действия (от десятков километров до нескольких сотен метров) и сильной зависимостью от погодных условий.

## Применение

### Научные исследования
В радиоастрономии этот диапазон используется для дистанционного зондирования земли.
Зондирование со спутника на частоте около 60 ГГц может определить температуру в верхних слоях атмосферы.
Международный союз электросвязи, например, использует частоты 57—59,3 ГГц для мониторинга атмосферы для метеорологических приложений и для наблюдений за климатом.
Мощные генераторы миллиметрового излучения используются для нагрева плазмы в магнитных ловушках в рамках экспериментов по освоению управляемого термоядерного синтеза.

### Телекоммуникации
В США диапазон 38,6—40,0 ГГц используется для микроволновой связи, а 60 ГГц используется для нелицензированной связи на небольшие расстояния (1,7 км) с пропускной способностью до 2,5 Гбит/с. Обычно используется в местности с ровным рельефом.
Частоты 71—76, 81—86 и 92—95 ГГц используются для скоростных каналов точка-точка. В отличие от частот 60 ГГц они не поглощаются кислородом, но требуют лицензии Federal Communications Commission.

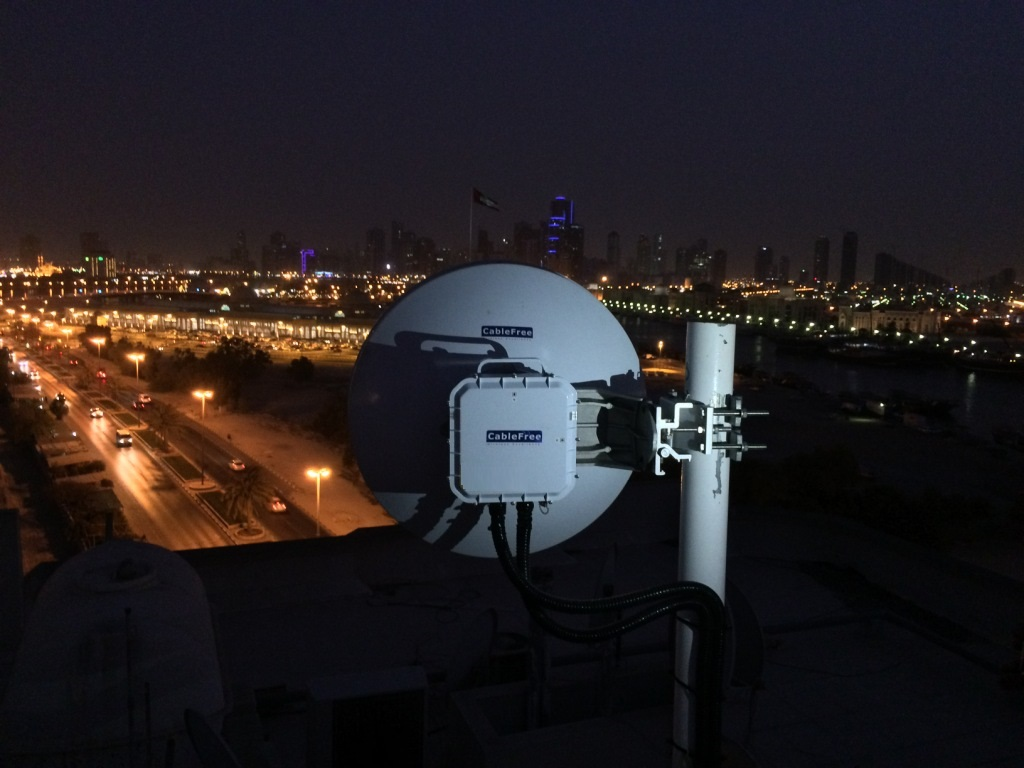
CableFree — беспроводная связь в миллиметровом диапазоне.

Следующий стандарт WiFi IEEE 802.11ad, возможно, будет использовать диапазон 60 ГГц для передачи данных со скоростью 7 Гбит/с.
Существуют планы использования этого диапазона в стандарте связи нового поколения 5G.

### Вооружение

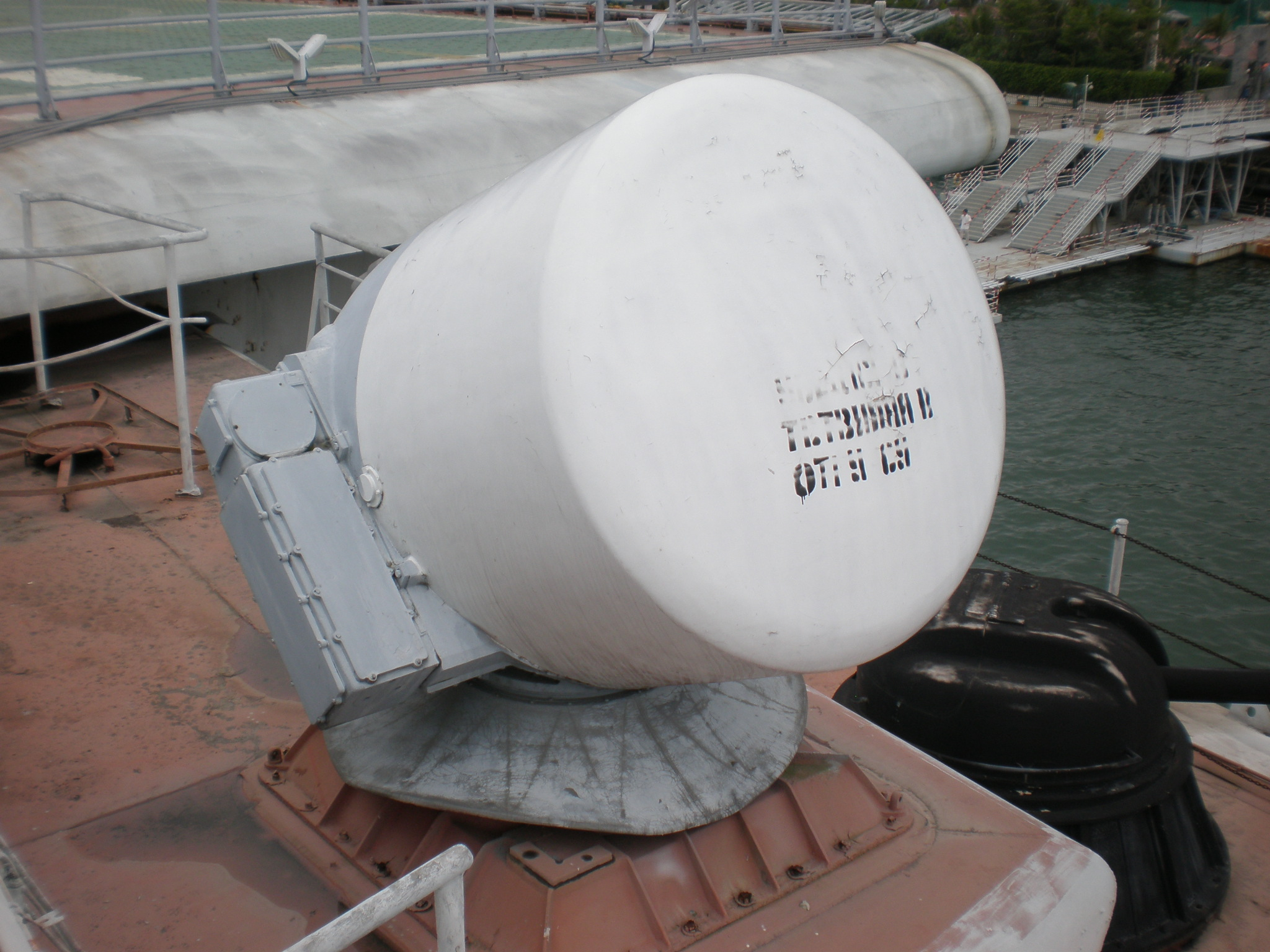
Радар на авианесущем крейсере Минск

В диапазоне миллиметровых волн располагаются полосы частот радиолокационных диапазонов Ka (частично), V, W и mm. Радары в миллиметровом диапазоне используются для систем управления огнём и в зенитно-артиллерийских комплексах на кораблях.
ВВС США разработали систему несмертельного оружия Active Denial System, излучающую электромагнитные колебания в диапазоне миллиметровых волн 3 мм.

### Сканер на миллиметровых волнах
Микроволновый сканер используется для получения изображения тела человека при помощи волн миллиметрового диапазона (30—90 ГГц, КВЧ). Применяется для обеспечения безопасности аэропортов.

### Медицина
КВЧ-терапия особенно популярна в странах бывшего СССР. Она использует частоты 40—70 ГГц очень маленькой интенсивности (обычно менее 10 мВт/см²) для лечения многих болезней.
В большинстве случаев применяют фиксированные частоты 53,5 ГГц (длина волны 5,6 мм) и 42,2 ГГц (длина волны 7,1 мм). В последние годы разработаны и выпускаются аппараты, генерирующие частоту 61,2 ГГц (длина волны 4,9 мм).

### Полицейский радар
Полицейские радары предназначены для измерения скорости автомобиля. Такие радары применяются правоохранительными органами для контроля скорости на дорогах, а также в некоторых видах спорта. В США и некоторых странах Европы они используют полосу 33,4—36,0 ГГц радиолокационного диапазона Ka наряду с диапазоном K.